# Kommissarie Clouseau
Kommissarie Jacques Clouseau (IPA: /ʒɑk kluzo/), ofta kallad enbart kommissarie Clouseau (engelska: Inspector Clouseau), är en fiktiv farsartad huvudperson, poliskommissarie, som förekommer i Blake Edwards komedifilmer i "Rosa pantern"-serien samt flera relaterade filmer.
Clouseaus personlighet och karaktär kännetecknas av ett enormt ego, excentriskt beteende, överdriven fransk accent och framträdande mustasch; vilket är en parodi på Hercule Poirot, den fiktiva belgiska detektiven skapad av Agatha Christie.
Den förste och mest kände att spela rollen är Peter Sellers, som gjorde det i fem filmer mellan åren 1963–1978. Rollen har också spelats av Alan Arkin (1968) och Steve Martin (2006 och 2009).